# Lake Marcel-Stillwater
Lake Marcel-Stillwater és una concentració de població designada pel cens dels Estats Units a l'estat de Washington. Segons el cens del 2000 tenia 1.381 habitants.

## Demografia
Segons el cens del 2000, Lake Marcel-Stillwater tenia 1.381 habitants, 441 habitatges, i 381 famílies. La densitat de població era de 413,3 habitants per km².
Dels 441 habitatges en un 56,7% hi vivien nens de menys de 18 anys, en un 78% hi vivien parelles casades, en un 5,2% dones solteres, i en un 13,6% no eren unitats familiars. En el 9,5% dels habitatges hi vivien persones soles l'1,4% de les quals corresponia a persones de 65 anys o més que vivien soles. El nombre mitjà de persones vivint en cada habitatge era de 3,13 i el nombre mitjà de persones que vivien en cada família era de 3,34.
Per edats la població es repartia de la següent manera: un 35,4% tenia menys de 18 anys, un 5% entre 18 i 24, un 39% entre 25 i 44, un 17,6% de 45 a 60 i un 3% 65 anys o més.
L'edat mediana era de 33 anys. Per cada 100 dones de 18 o més anys hi havia 107 homes.
La renda mediana per habitatge era de 61.250 $ i la renda mediana per família de 61.400 $. Els homes tenien una renda mediana de 48.750 $ mentre que les dones 39.306 $. La renda per capita de la població era de 23.005 $. Cap de les famílies i el 0,5% de la població estaven per davall del llindar de pobresa.

## Poblacions properes
El següent diagrama mostra les poblacions més properes.